# Vincenzo Cermignani
Vincenzo Cermignani (Giulianova, 19 luglio 1902 – Giulianova, 14 febbraio 1971) è stato un pittore italiano noto in Francia come Vincent Cermignani.

## Biografia

### I primi anni
Nato nel rione La Rocca, nel centro storico di Giulianova, da Florindo, orafo dedito alla decorazione del corallo, e Maria Filippa Corda, fu nella bottega del padre e nei mercati della zona, che dopo la scuola elementare, ebbe modo di iniziare il suo rapporto con l'arte. Nella città natia si sviluppò anche la sua coscienza politica e sociale, che lo vide Segretario dei Giovani Socialisti e attivo antifascista. Nel 1920 si reca a Milano per approfondire l'arte orafa, dove entra a far parte del Circolo Anarchico di Errico Malatesta. Nel 1921 ritorna a Giulianova, dove perfeziona la sua tecnica artistica con i maestri locali Andrea Clodomiro Iezzi e Ulderico Ulizio, allievo del Pagliaccetti.

### Il soggiorno francese
A seguito dell'inasprirsi del clima politico, come molti antifascisti giuliesi, si trasferiì nuovamente a Milano, ma volgendo di lì a poco verso la Francia, a Parigi. Nella capitale transalpina vive un primo periodo da bohémien, fra arte e impegno politico, riuscendosi ad inserire nell'ambiente artistico parigino.
Nel 1933 e nel 1935 espone al Salon des Tuileries. Aderisce alla Société des artistes indépendants, espoendo al Salon des Indépendants tra il 1935 e il 1940.
Nel 1933 ottiene il Diploma d'Onore e una Medaglia d'oro. Contemporaneamente si occupa del Sindacato dei decoratori d'arte. Allo scoppio della Seconda guerra mondiale, si trasferisce a Limoges, per sfuggire alla presenza fascista parigina e rimane sposato per quattro anni con Germaine Alphonsine Albertine Langlois, di nobile famiglia.
Nel 1944, indagando sul massacro di Oradour sur Glanes, dipinse "Vue de l'Eglise d'Oradour sur Glanes apres l'incendie par les Allemands". Laurence Bertrand Dorléac, storico dell'arte francese, riferisce che il dipinto fu acquistato nel 1947 in quanto "opera documentaria" e conservato presso il Museo d'arte moderna André Malraux.
Alla fine della guerra riceve la riconoscenza dell'Associazione dei Partigiani Garibaldini, per la sua attività partigiana. Nel 1947 sposa Suzanne Woltock e il 1953 vede il suo ritorno a Giulianova e l'organizzazione di una mostra personale a palazzo Kursaal.

### Gli ultimi anni
Nel 1967 si stabilisce definitivamente nella città abruzzese, presso palazzo Cerulli, per <<terminare la sua vita fra gli amici superstiti>> ed evitare che il suo patrimonio artistico finisse <<manomesso al beneficio di solite canaglie [...] senza essere importunati da Voi amici veri, ai quali ciò è destinato>>. Ammalatosi nel 1970, redige il suo testamento affidando all'avv. Riccardo Cerulli, la sua eredità e l'incarico di provvedere alla consegna delle sue opere presso la Pinacoteca Comunale e dei suoi libri presso la Biblioteca Comunale "V. Bindi". Muore il 14 febbraio 1971 ed è sepolto nel cimitero di Giulianova, assieme al musicista Primo Riccitelli in due sarcofagi monumentali, voluti dall'amministrazione comunale nel 2007. Lo stesso anno viene allestita in città una mostra postuma e nel 1997 la sua abitazione diventa Casa Museo "Vincenzo Cermignani", ospitante una collezione di 446 opere del pittore e 384 tra libri, fotografie e documenti legati alla sua vita.

## Stile
Paesaggista e ritrattista, la sua pittura evidenzia caratteristiche plastiche e coloristiche capaci di emozionare e comunicare un livello superiore di verismo, rispetto alla tradizionale scuola abruzzese del paesaggio. Cresciuto nel confronto con le tendenze postimpressioniste francesi, Cermignani padroneggia l'uso della spatola e della pennellata "grassa", con toni cromatici svincolati dal naturalismo, che danno ai suoi dipinti un senso di astratto. Fu appellato in Francia come "Maestro della luce" e considerato il più "Montmartrois dei parigini".